# بادی که در مرغزار می‌وزد
بادی که در مرغزار می‌وزد (به انگلیسی: The Wind That Shakes the Barley) فیلمی ساخته کن لوچ، محصول ۲۰۰۶ و ساخت مشترک کشورهای انگلستان، ایرلند، آلمان، ایتالیا، اسپانیا، فرانسه، بلژیک و سوئیس است.
این فیلم برنده نخل طلا از جشنواره فیلم کن ۲۰۰۶ است.